# Symploce bicolor
Symploce bicolor är en kackerlacksart som först beskrevs av Palisot de Beauvois 1805.  Symploce bicolor ingår i släktet Symploce och familjen småkackerlackor. Inga underarter finns listade i Catalogue of Life.